# Châteauneuf (Augustin Patissier)
Pour les articles homonymes, voir Châteauneuf et Châteauneuf (acteur).
 (juillet 2017).
Si vous disposez d'ouvrages ou d'articles de référence ou si vous connaissez des sites web de qualité traitant du thème abordé ici, merci de compléter l'article en donnant les références utiles à sa vérifiabilité et en les liant à la section « Notes et références ».
Augustin-Pierre Patissier dit Châteauneuf est un comédien français né à Soissons vers 1640 et mort à Hanovre le 21 janvier 1717. Il est le père de l'actrice Mademoiselle Duclos.
Il se produit à Nantes en 1665 et 1666, dans une troupe de « comédiens du roi » non identifiée. Il dirige ensuite une troupe de comédiens de la Marine à Avignon en 1669. Il entre dans la troupe de Floridor en 1673, puis dirige la troupe du prince de Condé de 1677 à 1679. Il appartient à la troupe de la Dauphine de 1688 à 1690. On perd sa trace à partir de 1698, mais on peut supposer qu'il rejoint sa fille, comédienne à Hanovre, où il meurt en 1717.